# Jorge Luiz Fernandes Leite
Jorge Luiz Fernandes Leite, né le 3 avril 1962, est un nageur brésilien, spécialiste des courses de nage libre.

## Carrière
Aux Jeux olympiques de 1980 à Moscou, Jorge Luiz Fernandes Leite est médaillé de bronze du relais 4×200 mètres nage libre.